# Perispuda facialis
Perispuda facialis är en stekelart som först beskrevs av Johann Ludwig Christian Gravenhorst 1829.  Perispuda facialis ingår i släktet Perispuda och familjen brokparasitsteklar. Arten är reproducerande i Sverige. Inga underarter finns listade i Catalogue of Life.